# Galyani Vadhana
Galyani Vadhana, conhecida como Princesa Galyani Vadhana da Tailândia (em tailandês: สมเด็จพระเจ้าพี่นางเธอ เจ้าฟ้ากัลยาณิวัฒนา กรมหลวงนราธิวาสราชนครินทร์) (6 de maio de 1923 - 2 de janeiro de 2008) foi uma das Princesas da Tailândia e a irmã mais velha de Ananda Mahidol (Rama VIII) e do rei Bhumibol Adulyadej (Rama IX). Era neta de Chulalongkorn (Rama V).